# ジャン・キュニョー
ジャン・キュニョー（Jean Cugnot、1899年8月3日 - 1933年6月25日）は、フランス、パリ出身の元自転車競技（トラックレース）選手。

## 経歴
1923年
- グランプリ・ド・パリ アマチュア 優勝

1924年
- パリオリンピック
  -  タンデムスプリント 優勝（+ リュシアン・シュリ）
  -  スプリント 3位

その後、1926年から1929年までプロ選手として活動した。